# メタルギア アーケード
『メタルギア アーケード』 (METAL GEAR ARCADE、略称: MGA) はコナミアミューズメント（2016年10月まではコナミデジタルエンタテインメント）より発売されたアーケードゲーム。2010年12月20日より正式稼動開始。

## 概要
『オンライン』をベースにした対戦アクション（コナミは3D対戦ガンアクションという独自ジャンルで紹介している）。メタルギアシリーズ初のアーケード版となる。ベースになっているのはプレイステーション3用『オンライン』。筐体はモニターと座席、ガンコントローラー、ヘッドコントローラーからなる。ゲーム画面はモニターに表示され、ヘッドコントローラー（3D眼鏡）を着用し、立体視が可能となる。
コナミのオンラインサービスe-AMUSEMENTに対応しており、オンライン対戦が可能。e-AMUSEMENT PASSを使えばプレイデータも保存される。
1人プレイ、店内の協力プレイに対応した「ミッションモード」も実装されている。このモードでは『ピースウォーカー』のようなCO-OPSプレイが可能。
世界観は『メタルギアソリッド4』での一兵士の視点で描かれている。

## 沿革
- 2009年6月4日 - アメリカ・ロサンゼルスで開催されたE3にてタイトルを発表。筐体イメージおよびトレーラーが公開される。
- 2010年2月19日から20日 - 千葉県・幕張メッセで開催されたAOU2010にプレイアブル出展。会場では一番の人気作品となる。[3]。
- 2010年7月9日から7月11日 - AMサントロペ池袋にてロケテスト実施。
- 2010年7月30日から8月1日 - アドアーズ渋谷、ラウンドワン横浜西口店にてロケテスト実施。ミッションモードが発表される。
- 2010年11月19日から11月21日 - 東京レジャーランド秋葉原2号店でロケテスト実施。新ミッションとCQCが実装される。
- 2010年12月20日 - 正式稼動開始。
- 2011年4月12日 - 電子マネー機能付携帯電話によるデータ保存、PASELIに対応開始。
- 2012年4月2日 - 「e-AMUSEMENT PASS メンバーズサイト」の成績閲覧サービスが終了。オンラインサービスは継続するが、成績はプレイ時のみ確認可能。
- 2016年11月30日 - 23時59分を以ってe-AMUSEMENTサービスが終了。

## システム
プレイヤーの操作は両方のコントローラーを使用する（ガンコントローラーに付いているレバーを動かして移動し、ヘッドコントローラーを着用した状態で顔を動かすと視点変更が可能。設定変更でガンコントローラーのみで移動かつ視点変更を行うことも可能）。